# Melka Kunture
Melka Kunture (in amarico መልካ ቁንጥሬ) è un sito paleolitico situato nell'alta valle dell'Auasc, in Etiopia.
Si trova a circa 50 chilometri a sud di Addis Abeba, lungo il fiume Auasc, dal lato opposto rispetto all'insediamento di Melka Awash.
Tre cascate sono invece situate poco a valle del ponte, che garantisce il transito verso Butajira.

## Storia
Il sito, scoperto da Gerard Dekker nel 1963, fu esplorato da Gérard Bailloud nel 1964, quindi sistematicamente indagato dalla missione francese diretta da Jean Chavaillon in due campagne distinte, nel 1965-1982 e nel 1993-1995. Dal 1999 invece è operativa una missione italiana per conto del Ministero degli Affari Esteri in collaborazione con Sapienza Università di Roma, grazie all'accordo con l'Autorità per la Ricerca e la Conservazione del Patrimonio Culturale del Ministero etiopico della Cultura e del Turismo, e con l'Ufficio Cultura e Turismo dell'Oromia. È stata diretta prima da Marcello Piperno (1999-2010), quindi da Margherita Mussi.
Il 26 luglio 2024 il sito è stato inserito insieme a Balchit nella Lista dei patrimoni dell'umanità dell'UNESCO durante la quarantaseiesima sessione del comitato del patrimonio mondiale, diventando il dodicesimo sito etiope del patrimonio dell'umanità. 

## Sequenza stratigrafica
Gli archeologi hanno scoperto oltre 30 siti insediativi presso Melka Kunture. È possibile datare i rinvenimenti grazie alle deposizioni vulcaniche conseguenti all'attività eruttiva del Monte Zuqualla, a nord est di Melka.
La sequenza inizia con il sito olduvaiano di Karre, risalente a circa 1.7 milioni di anni fa, correlabile con il livello B di Gombore I, sulla sponda destra dell’Awash. Un sito olduvaiano probabilmente contemporaneo è documentato a Garba IV. La sequenza magnetostratigrafica di Jaramillo oscilla tra Tuff A, che ricopre i siti olduvaiani, e Tuff B, databile tra 1 milione e 840.000 anni fa. Al medesimo arco cronologico sono ascrivibili alcuni importanti siti come Garba XII e Simbiro III, il primo risalente a una fase di transizione tra il tardo Olduvaiano e l’antico Acheulano, il secondo ad una fase arcaica dell’Acheulano.
Una più tarda fase dell’Acheulano africano è ben rappresentata da diversi siti nell’area di Gombore II, risalente a circa 800.000 anni fa; tra questi, il più recente è Garba I, datato a circa 500.000 anni fa. Ultimo in ordine di tempo è invece il sito di Garba III, risalente approssimativamente a 200.000 anni fa, ascrivibile ad un momento di passaggio verso il Mesolitico. Il periodo della tarda Età della pietra dell’Africa orientale è invece meno documentato a Melka Kunture, attestato solo nei lontani ritrovamenti presso Wofi e Kella. 
Alcuni dei siti appena elencati hanno restituito resti di ominidi: un frammento di omero forse di Homo erectus, da Gombore I; metà di una mandibola di bambino, da Garba IV; due frammenti di cranio di Homo erectus, da Gombore II; tre frammenti di cranio di Homo Sapiens arcaico, da Garba III. Nel 2023 la mandibola del bambino, scoperta nel 1981, è stata ri-esaminata, e le nuove indagini hanno dimostrato che il bambino apparteneva al genere homo erectus, e che il materiale acheuliano a questa associato, risaliva a 1,95 milioni di anni fa.
A meno di 7 chilometri da Melka, nel sito noto come Balchilt, vi sono imponenti affioramenti di ossidiana: recenti analisi condotte su esemplari provenienti dai siti di Melka Kunture hanno dimostrato che tali affioramenti vennero sfruttati come fonte di materia prima sin dalle fasi più antiche dell'Olduvaiano. L’utilizzo dell’ossidiana proseguì nell'area in tempo storici, lasciando numerosi ed estesi accumuli di migliaia di lame, nuclei e schegge di questa roccia vulcanica.

## Musealizzazione
L'ufficio Cultura e Turismo dell'Oromia si è occupato della realizzazione di un museo presso il sito grazie al sostegno economico dell’Unione europea.
Il complesso è formato da quattro edifici dedicati rispettivamente alla preistoria africana, alla geologia e vulcanologia, alla paleoantropologia e alla preistoria di Melka Kunture.
Vi è inoltre un museo all'aperto, che mostra lo scavo di due siti acheulani risalenti a ottocentomila anni addietro.
In corso di costruzione è un nuovo museo, finanziato dalla Banca Mondiale.